# 卡子门大街
卡子门大街是南京市江宁区与主城区之间的重要交通干道，连接双龙大道与绕城公路，全长约3.5公里。作为南京快速内环的重要组成部分，卡子门大街不仅是江宁区居民进城的主要通道，也是南京南部新城的重要交通枢纽。

## 交通状况

### 拥堵问题
卡子门大街因车流量大，尤其是早晚高峰时段，成为南京著名的交通拥堵点。早高峰时，进城方向的车流常常需要排队半小时以上。
为缓解拥堵，南京市交管局建议驾驶员绕行绕城公路或应天东街，可节省10-20分钟。

## 公共交通

### 公交线路
卡子门大街沿线有多条公交线路，包括14路、702路、703路等，连接江宁区与主城区，方便市民出行。
地铁3号线和10号线在卡子门设有换乘站，进一步提升了区域的交通便利性。

## 商业与区域发展

### 卡子门商圈

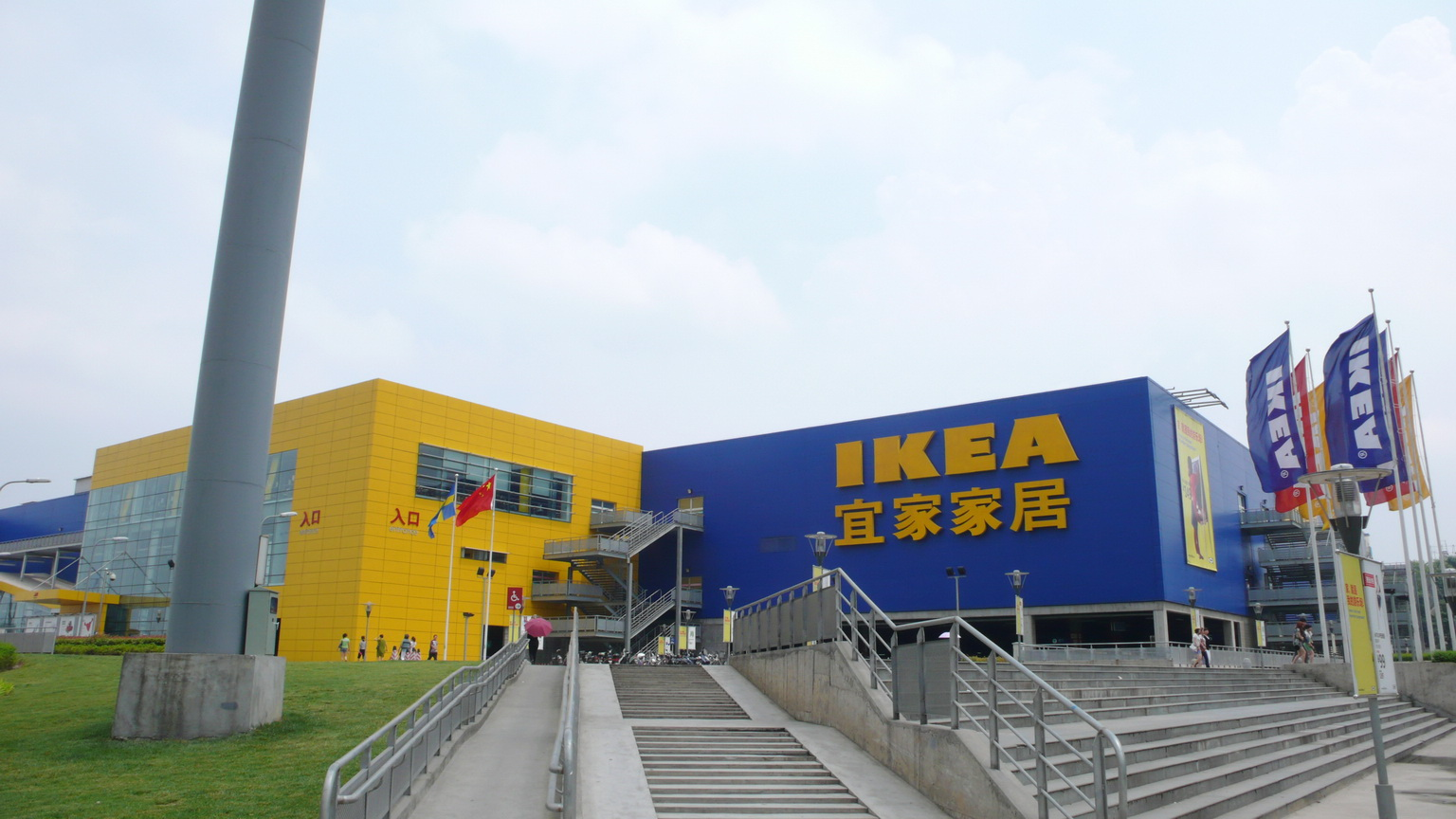
南京宜家

卡子门商圈是南京南部新城的核心商业区，汇聚了宜家、麦德龙等大型商业体，总体量达170万平方米，日均客流量超过250万人次。
随着地铁3号线、5号线和6号线的开通，卡子门商圈将进一步吸引人流，成为南京重要的商业中心之一。

### 南部新城规划
卡子门大街所在的南部新城规划常住人口达160万，未来将成为南京的第三代城市中心。区域内的红花机场片区将打造为智慧新城，进一步提升卡子门大街的经济与交通地位。

## 意义与影响
卡子门大街不仅是南京交通网络的重要节点，也是连接江宁区与主城区的关键通道。其快速化改造和商业发展将显著提升区域交通效率和经济发展水平，为南京城市发展注入新的活力。